# Ofenbach
Ofenbach – francuski duet didżejski, założony w 2014 w Paryżu przez Doriana Lauduique'a i Césara de Rummela. Pokryta złotą płytą piosenka Be Mine znalazła się na 35. miejscu listy Billboard Dance/Mix Show Airplay.

## Historia
Dorian Lauduique i César de Rummel poznali się w szkole. W wieku 13 lat założyli zespół, którego nazwa wzięła się od nazwiska francuskiego kompozytora Jacques'a Offenbacha. W 2016 roku Ofenbach wydał swój utwór Be Mine, który zajął pierwsze miejsce na listach przebojów w Polsce i Rosji.

## Dyskografia
Albumy studyjne
- Ofenbach (2019)

Single
- „What I Want” (z Karlk) (2015)
- „You Don't Know Me” (z Brodie Barclay) (2015)
- „Be Mine” (2016) – 3× platynowa płyta w Polsce[1]
- „Katchi” (z Nickiem Waterhouse) (2017) – 3× platynowa płyta w Polsce[2]
- „Party” (z Lack of Afro, Wax i Herbal T) (2018)
- „Paradise” (z Benjaminem Ingrosso) (2018) – złota płyta w Polsce[3]
- „Rock It” (2019)
- „Insane” (2019)
- „Head Shoulders Knees & Toes” (z Quarterhead i Normą Jean Martine) (2020) – 3× platynowa płyta w Polsce[2]
- „Wasted Love” (z Lagique) (2021) – platynowa płyta w Polsce[4]
- „Call Me Papi” (z Federem i Dawty Music) (2021)
- „Hurricane” (z Ellą Henderson) (2021) – platynowa płyta w Polsce[1]
- „Overdrive” (z Norma Jean Martine) (2023) – 4× platynowa płyta w Polsce[1]